# Enthusia Professional Racing
Enthusia Professional Racing é um jogo eletrônico simulador de corrida produzido e publicado pela Konami lançado em 2005 para PlayStation 2. O jogo conta com várias semelhanças em relação a Gran Turismo 4, com 211 carros reais e 50 circuitos, sendo apenas 2 reais (Nürburgring e Tsukuba)